# Kass Morgan
Kass Morgan (nascida em 21 de julho de 1984), pseudônimo de Mallory Kass, é uma autora e editora americana, mais conhecida como a autora de The 100, uma série de livros distópicos de ficção científica para leitores jovens adultos. Ela frequentou a Brown University, estudando inglês e história, e mais tarde obteve um mestrado em literatura do século XIX em Oxford. Ela atualmente mora na cidade de Nova York e trabalha como editora sênior na Scholastic. Seus pais são Sam Henry Kass e Marcia Bloom.

### A sérieThe 100
- The 100: Os Escolhidos (2013)
- Dia 21 (2014)
- De Volta (2015)
- Revolta (2016)

### A sérieLight Years
- Light Years (2018)
- Supernova (2019)

### A sérieThe Ravens
Esta série foi escrita com Danielle Paige
- The Ravens (2020)